# Chà Là
Chà Là là một xã thuộc huyện Dương Minh Châu, tỉnh Tây Ninh, Việt Nam.

## Địa lý
Xã Chà Là nằm ở phía nam huyện Dương Minh Châu, có vị trí địa lý:
- Phía đông giáp xã Cầu Khởi
- Phía tây giáp xã Bàu Năng
- Phía nam giáp thị xã Hòa Thành và huyện Gò Dầu
- Phía bắc giáp xã Phan và xã Phước Ninh.

Xã Chà Là có diện tích 32,35 km², dân số năm 2019 là 11.109 người, mật độ dân số đạt 343 người/km².

## Hành chính
Xã Chà Là được chia thành 4 ấp: Bình Linh, Láng, Ninh Hưng 1, Ninh Hưng 2.